# 抄网

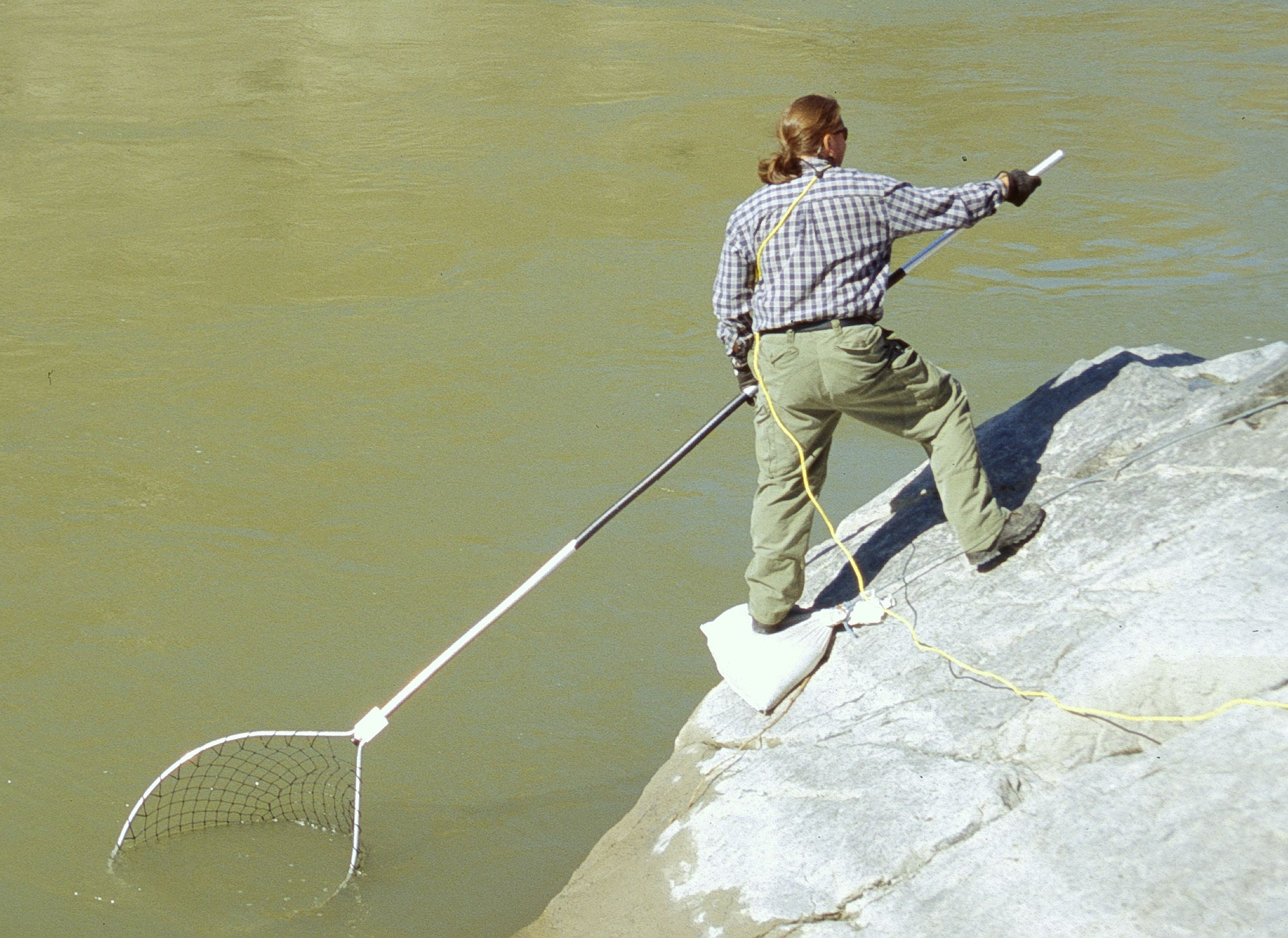
加拿大一名渔民使用抄网。

抄网（handnet）是一种手持的渔网，由一张被环状或多边形边框撑开的网组成，通常配有手柄。其功能与笊篱相似，用来将临近水面表层的鱼捞出。

## 概述
抄网的网可以是金属丝，也可以是尼龙。
抄网被传统渔民广泛使用。在近海浅水地区，渔民用它捕捉小鱼。不同的渔民使用不同尺寸大小的抄网。
在英格兰，抄网被渔民用来捕捉鳗鱼和黄鳝，已经有几千年的历史。

## 作用
抄网一般是钓鱼时使用，也或者直接拿去捞鱼。在钓鱼时，尤其是手竿钓到大鱼，钓鱼者开始会溜鱼，等鱼儿精疲力尽之后，肚皮翻白，可以将抄网沉入水中（这样做是为了防止惊鱼），把鱼竿往上方举，把鱼儿拖到岸边，而后抄网舀鱼。如果不用抄网，手竿钓到大鱼，一般很难弄上岸。